# إليزابيث كوستيلو (رواية)
إليزابيث كوستيلو (بالإنجليزية: Elizabeth Costello) هي رواية للكاتب الجنوب أفريقي الحائز على جائزة نوبل جي إم كوتزي، نشرت عام 2003، عن دار نشر سيكر آند واربرغ.

## نبذة عن الرواية
تتناول الرواية حياة كاتبة أسترالية مسنّة تُدعى إليزابيث كوستيلو. تتكوّن من سلسلة محاضرات ومشاهد سردية تُلقي فيها البطلة تأملاتها حول قضايا فكرية وأخلاقية مثل حقوق الحيوان، الإيمان، الشر، الشيخوخة، والموت. لا تتبع الرواية حبكة تقليدية، بل تُصنَّف ضمن روايات الأفكار، حيث تُستخدم البطلة كوسيط لطرح أسئلة وجودية دون تقديم إجابات حاسمة.تعيش كوستيلو في عزلة اختيارية، وترفض العيش مع أبنائها، وتجد في القطط والحيوانات أنسًا لوحدتها. من خلال حواراتها ومراسلاتها، تكشف الرواية عن قلقها من الشيخوخة، وانحسار الجمال، وتدهور الجسد، وتوقها لأن تُرى كامرأة لا كجسد يتلاشى. كما تناقش الرواية علاقتها بالفن والكتابة، وتُظهر صراعها مع الزمن والذاكرة والضمور الذهني. بأسلوب بسيط ومباشر، تمزج الرواية بين السرد والتأمل الفلسفي، وتُقدّم صورة إنسانية عميقة عن هشاشة الإنسان في مواجهة النهاية.

## شخصيات الرواية
- إليزابيث كوستيلو البطلة المحورية، كاتبة أسترالية في أواخر الستينيات من عمرها.مثقفة، مستقلة، متناقضة، تعيش عزلة اختيارية في قرية نائية.تمثل صوت كويتزي الداخلي.
- جون (ابنها) أستاذ جامعي يعيش في بالتيمور.يحاول إقناع والدته بالعيش معه، لكنه يصطدم برغبتها في العزلة.يمثل صوت العقل والواقعية.
- هيلين (ابنتها) تعيش في نيس بفرنسا.تظهر بشكل عابر، لكنها تمثل خيارًا آخر للاستقرار ترفضه إليزابيث.
- الرجل المعاق ذهنيًا شاب من القرية تتبناه إليزابيث وتعتني به.يرمز إلى هشاشة الإنسان، ويعكس حاجتها إلى العطاء رغم وحدتها.
- القطط السائبة ليست شخصيات بشرية، لكنها تلعب دورًا رمزيًا في الرواية.تمثل الألفة، والأنس، وامتدادًا لعالم إليزابيث الداخلي.[4]

## أسلوب الرواية
تتبع كويتزي في رواية إليزابيث كوستيلو أسلوبًا سرديًا غير تقليدي، حيث تتكوّن من سلسلة محاضرات ومشاهد فكرية تُلقيها البطلة، وهي كاتبة مسنّة، حول قضايا فلسفية وأخلاقية مثل حقوق الحيوان، الإيمان، والموت. لا تعتمد الرواية على حبكة درامية متصاعدة، بل على حوارات وتأملات داخلية، مما يجعلها أقرب إلى رواية أفكار. اللغة المستخدمة بسيطة ومباشرة، وتميل إلى الحياد، مع تركيز على الطرح الجدلي بدلاً من السرد القصصي. يتعمّد الكاتب استخدام هذا الأسلوب لتسليط الضوء على الأسئلة الوجودية التي تشغل البطلة، دون تقديم إجابات حاسمة.أما في رواياته الأخرى،فيلجأ الكاتب غالبًا إلى بناء سردي أكثر تقليدية، بشخصيات تتحرك ضمن أحداث محددة وصراع داخلي وخارجي واضح، مع حفاظه على نبرة تأملية ولغة دقيقة مقتصدة. ما يميّز هذه الرواية هو تراجع السرد لصالح المناظرات الفكرية، ما يجعلها أقرب إلى محكمة أفكار منها إلى سرد حكائي.

## اقتباسات من الرواية
"الحقيقة الصادقة هي أنكِ تحتضرين— لن تجدي في النهاية أي مساعدة متاحة. لا يمكنكِ إيقاف دقات الساعة، ولا قول (لا) للموت." — حوار بين إليزابيث وابنها، يواجهها فيه بحقيقة الشيخوخة والفناء.

 "خطر لي أنه إذا كان هناك مسلخ في وسط المدينة، حيث بإمكان كل إنسان رؤية ما يجري في الداخل وسماع أصوات الحيوانات، فقد يساعدهم ذلك على تغيير ممارساتهم." — من محاضرتها حول حقوق الحيوان، حيث تدعو إلى الشفافية الأخلاقية في تعامل البشر مع الكائنات الأخرى.
"مع تقدمنا في العمر، يتدهور كل جزء من جسدنا... حتى الخلايا السليمة تُصاب بالذبول. وينطبق هذا أيضًا على خلايا الدماغ." — تأملات إليزابيث في تراجع الطاقة الجسدية والذهنية مع الشيخوخة.

 "أريد أن يُنظر إليّ مجددًا، لمرة واحدة فقط أو اثنتين في حياتي... مجرد نظرة. لا شيء أكثر." — لحظة إنسانية مؤثرة تعبّر فيها عن توقها لأن تُرى كامرأة، لا كجسد يتلاشى.

## روابط خارجية
- إليزابيث كوستيلو (رواية) على موقع الموسوعة البريطانية (الإنجليزية)